# Čokot
Čokot (en serbe cyrillique : Чокот) est une localité de Serbie située dans la municipalité de Palilula et sur le territoire de la ville de Niš, district de Nišava. Au recensement de 2011, elle comptait 1 403 habitants.

## Démographie

### Évolution historique de la population
| 1948  | 1953  | 1961  | 1971  | 1981  | 1991  | 2002  | 2011  |
| ----- | ----- | ----- | ----- | ----- | ----- | ----- | ----- |
| 1 130 | 1 208 | 1 265 | 1 363 | 1 374 | 1 429 | 1 401 | 1 403 |

|  |